# Momčilo Dugalić
Momčilo Dugalić-Momo, srbski general, * 10. oktober 1918, † 15. marec 2014.

## Življenjepis
Leta 1940 je postal član KPJ in naslednje leto je vstopil v NOVJ. Med vojno je bil politični komisar več enot in načelnik OZN-e v I. armadi.
Po vojni je končal Višjo partijsko šolo »Đuro Đaković«, VVA JLA in operativni tečaj na Vojni šolo JLA in opravljal več vodilnih vojaško-političnih funkcij, bil je tudi predsednik Zveze borcev Srbije, član predsedstva CK ZK Srbije in podpredsednik predsedstva SR Srbije.
Dosegel je čin generalpodpolkovnika JLA.
Za narodnega heroja je bil proglašen leta 1952.